# Uovo per Rothschild
L'Uovo per Rothschild è un uovo di Pasqua smaltato e ingioiellato che fu fabbricato nel 1902 a San Pietroburgo, nel laboratorio di Michael Perkhin, sotto la supervisione del gioielliere russo Peter Carl Fabergé.
Béatrice Ephrussi de Rothschild regalò quest'uovo a Germaine Halphen in occasione del suo fidanzamento con il fratello minore di Béatrice, Édouard Alphonse James de Rothschild.
È uno delle uova più costose che Fabergé abbia mai prodotto e venduto e uno delle poche che non sono state fatte per la famiglia imperiale russa.

## Proprietari

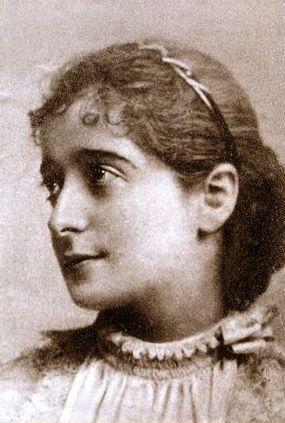
Béatrice Ephrussi de Rothschild.

È rimasto di proprietà della famiglia Rothschild  fino a quando è stato venduto dalla casa d'aste Christie's il 28 novembre 2007, per 8,9 milioni di sterline (compresa la commissione), un prezzo che ha stabilito tre record: il più costoso orologio, oggetto russo e opera Fabergé mai venduto all'asta, superando i 9,6 milioni di dollari pagati nel 2002 per l'Uovo dell'inverno del 1913.
Ad aggiudicarsi l'uovo è stato il collezionista d'arte Aleksandr Ivanov che ha dichiarato: "È una delle più belle, preziose e intricate uova di Fabergé di sempre", "Non avevamo investitori e questo uovo andrà nel museo privato che stiamo costruendo nel centro di Mosca. Non lo rivenderemo." 
L'uovo di Rothschild è stato esposto a Baden-Baden, in Germania, nel Museo Fabergé di proprietà di Ivanov.
Nel 2014 Ivanov ha donato l'uovo al governo russo. 
Il 1º dicembre 2014 investigatori fiscali britannici e tedeschi hanno condotto una ricerca nel Museo Fabergé a Baden-Baden, di proprietà di Ivanov, 
sembra che questa indagine sia collegata a una disputa fiscale che riguarda l'uovo di Rothschild.
L'uovo per Rothschild, insieme ad un altro orologio Fabergé, è stato consegnato all'Ermitage di San Pietroburgo dal Presidente della Federazione Russa Vladimir Putin, l'8 dicembre 2014, in occasione della celebrazione del 250º anniversario del museo.

## Descrizione

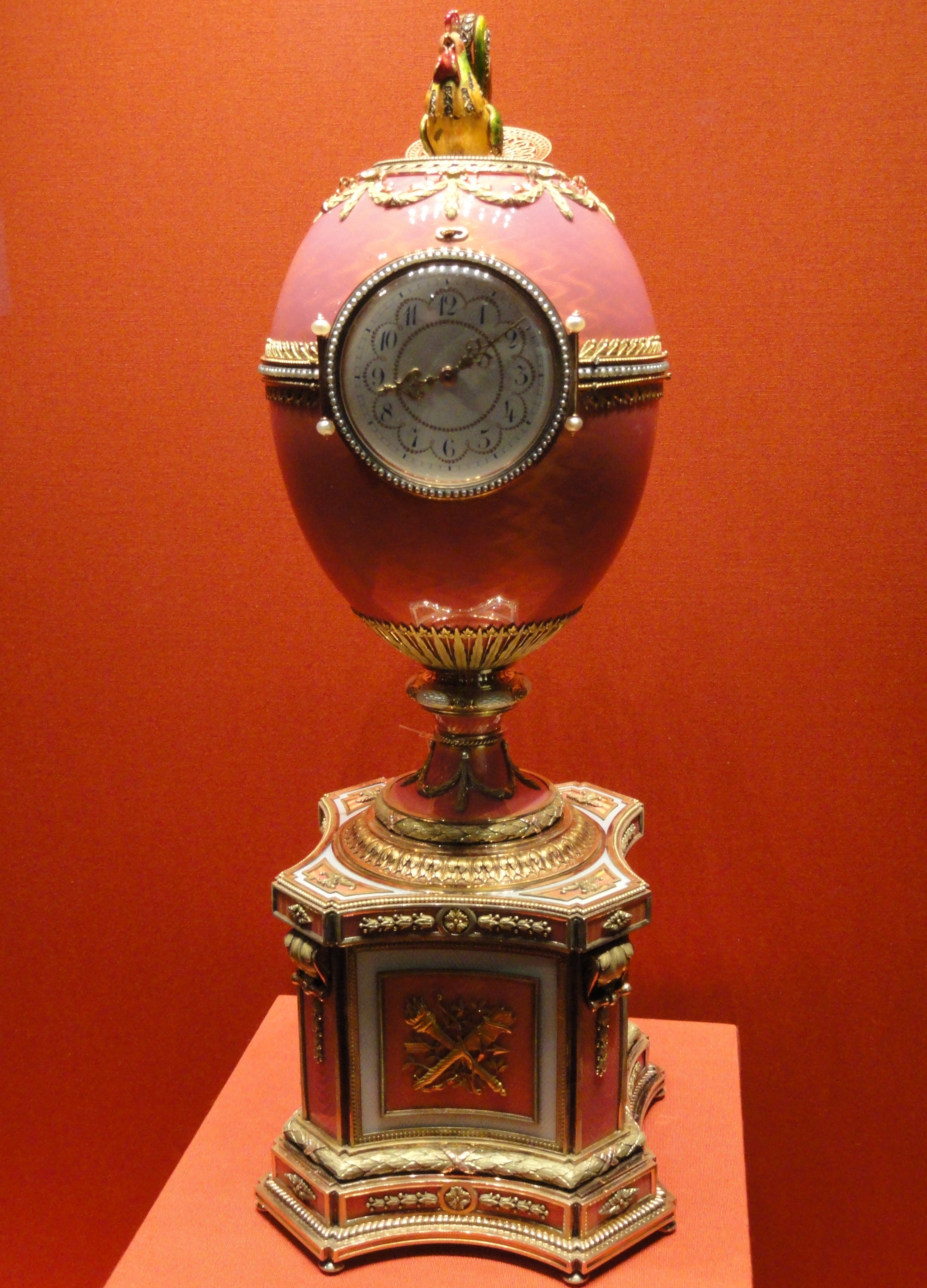
L'Uovo per Rothschild.

Si tratta di un orologio a forma di uovo, fatto d'oro, argento, perle e diamanti taglio-rosetta; il guscio è coperto di smalto traslucido rosa su fondo guilloché con decorazioni in oro multicolore cesellato; è eccezionalmente grande per un uovo Fabergé.
La parte alta è decorata con perle e festoni di alloro legati con nastri in oro, una fila di piccole perle divide in due l'uovo lungo la parte mediana e contorna il quadrante rotondo, che è smaltato di bianco e dipinto con ghirlande di foglie.
Sulla parte superiore dell'uovo una griglia traforata circolare d'oro è incernierata per rivelare la "sorpresa".
Sul retro dell'uovo, uno sportello rotondo d'oro, con un intricato traforo, consente di accedere al complesso meccanismo dell'orologio.
L'uovo è sostenuto da un piede conico, simile a quello di un vaso, smaltato in rosa traslucido su fondo guilloché e decorato con festoni di alloro e perle, sul bordo inferiore è cesellata una corona d'alloro legata con un nastro sovrapposta ad un altro bordo decorato con foglie d'acanto.
Il tutto poggia su uno piedistallo a quattro lati, questi sono convessi, smaltati in rosa e azzurro traslucido su un fondo guilloché e decorati con campanule d'oro.
Gli spigoli sono smussati, smaltati in rosa traslucido su fondo guilloché e decorati con foglie d'acanto cesellate e 
festoni di campanule.
Ogni angolo della base è sollevato su due piedi a forma di ciambella schiacciata.

### Sorpresa
Allo scoccare di ogni ora dalla cima dell'uovo emerge un gallo d'oro brillantemente smaltato e tempestato di diamanti che sbatte le ali quattro volte, muove la testa tre volte, apre e chiude il becco e canta, per poi tornare a scomparire all'interno del guscio mentre si ode un rintocco di campana.

## Ispirazione
L'Uovo per Rothschild è ispirato all'imperiale Uovo con galletto del 1885, rispetto al quale ha una meccanica molto più sofisticata, inoltre è pressoché identico all'Uovo con gallo del 1904.
Immediatamente sopra il piedistallo dell'Uovo per Rothschild ci sono due bordi decorati con motivi floreali, mentre l'Uovo con Gallo ne ha uno solo.